# Districte Qiaoxi (Shijiazhuang)
El Districte Qiaoxi (xinès tradicional: 橋西區, xinès simplificat: 桥西区, pinyin: Qiáoxi Qū) is a districte de Shijiazhuang, la capital de la província de Hebei, Xina.

## Divisions Administratives
Llista de subdistrictes:
- Subdistricte Dongli (东里街道), Subdistricte Zhongshan Road (中山路街道), Subdistricte Nanchang (南长街道), Subdistricte Weiming (维明街道), Subdistricte Yuxi (裕西街道), Subdistricte Youyi (友谊街道), Subdistricte Hongqi (红旗街道), Subdistricte Xinshi (新石街道), Subdistricte Yuandong (苑东街道), Subdistricte Xili (西里街道), Subdistricte Zhentou (振头街道)

L'únic municipi és el Municipi Liuying (留营乡)